# Antonia Lucía del Espíritu Santo
Antonia Lucía Maldonado Verdugo (Guayaquil, 12 de junio de 1646 - Lima, 17 de agosto de 1709) fue la fundadora del Instituto Nazareno, actual sede del Monasterio de Religiosas Nazarenas Carmelitas Descalzas, fieles guardianas del Señor de los Milagros, patrón Jurado de la Ciudad de Lima.
Hija de Don Antonio Maldonado Mendoza y de Doña María Verdugo Gaitán, siendo ella la segunda hija de este matrimonio. Familia de origen muy humilde, pero con altos valores cristianos. Perdió a su padre desde muy pequeña, ocasionando esto el desamparo total de su viuda y de sus 2 hijos. Antonia Lucía, vino junto con su madre al Perú, desembarcando en el puerto del Callao, con la esperanza de una mejor vida.

## Matrimonio en castidad
Cuando cumplíó los 30 años, contrajo matrimonio por decisión de su madre con Don Alonso Quintanilla, hijo de Don Benito de los Santos y de Doña Andrea Flores, siendo un hombre humilde también y artillero de oficio en el puerto del Callao, contrajeron nupcias el 6 de abril de 1676. Su esposo vio en Antonia Lucía su intensa vocación al servicio de Dios fue así que por mutuo acuerdo decidieron guardar castidad perfecta. Su matrimonio no duró mucho tiempo ya que Alonso de Quintanilla, falleció el 30 de enero de 1681.
Quedando en libertad, y habiendo dicho a su confesor su enorme deseo de servir a Dios, cabe resaltar que uso ropa de luto de color morado, que años después sería el hábito oficial de las Madres Nazarenas y de los devotos del Señor de los Milagros.

## El Instituto Nazareno
Fundó un beaterio el 15 de octubre de 1681 en el Callao, siendo ella la superiora y tomando el nombre de Sor Antonia Lucía del Espíritu Santo, teniendo bajo su tutela a niñas y ancianas, siendo su madre una sus primeras discípulas. Lamentablemente su madre fallecía poco tiempo después. Las dificultades fue la expropiación del beaterio, obligándose a trasladarse la Madre Antonia a Lima siendo acogida en el Beaterio de Santa Rosa de Viterbo.
Tiempo después la Madre Antonia Lucía fundo un segundo Beaterio en Monserrate en un terreno donado que estaba ubicado al lado de la Parroquia de dicha jurisdicción. La licencia estuvo a cargo del entonces Arzobispo de Lima Melchor Liñán y Cisneros. Empezando a funcionar el 1 de enero de 1684. Usando oficialmente la túnica Morada, que actualmente visten los devotos.
Cabe destacar el nombre de sus hermanas que la acompañaron en la fundación de dicho Beaterio: Sor Josefa de la Providencia, Ana de Jesús Nazareno, Juana del Niño Jesús y Tomasa de la Soledad.
El 20 de octubre de 1687 un pavoroso terremoto destruyó Lima y aquí aparece en ésta bella historia don Sebastián de Antuñano, natural de Valmaseda, Vizcaya, quien hizo donación de un terreno en la zona de Pachacamilla, ya que había que ampliar el Beaterio y es así que se mudan en el año de 1702.
Aquí resalta que en dicha donación estaba la bendita efigie del Santo Cristo de los Milagros pintado en 1651 por un negro esclavo angoleño. Es así que ese año bendito pasan a ser La Madre Antonia con sus beatas las Fieles Guardianas y Cuidadoras, como lo son actualmente sus sucesoras las Madres Nazarenas Carmelitas Descalzas.

## Sus últimos años de vida
Repentinamente luego de siete años de abnegada labor cae sumamente enferma y la obliga a guardar cama por prescripción médica, el diagnóstico: afección cardiaca, ya para esto la Madre Antonia contaba con 63 años de edad. Su enfermedad fue agravándose a lo que ella decía: Padecer, hasta que Dios Quiera. En su última semana de vida fue auxiliada con los Santos Sacramentos, también dejando testamento. La tarde del sábado 17 de agosto de 1709 dejó de existir, dejando a sus hijas un claro ejemplo de bondad, obediencia y disciplina. Fue la gran gestora junto a Sebastián de Antuñano de la devoción al Señor de los Milagros de Nazarenas.
Sus restos reposan en el Santuario de Las Nazarenas en Lima, en cuyo altar mayor se encuentra la imagen del Cristo de Pachacamilla.